# Periscyphis somaliensis
Periscyphis somaliensis är en kräftdjursart som beskrevs av Franco Ferrara1973. Periscyphis somaliensis ingår i släktet Periscyphis och familjen Eubelidae. Inga underarter finns listade i Catalogue of Life.